# Franklin Buchanan
Franklin Buchanan (Baltimora, 13 settembre 1800 – Contea di Talbot, 11 maggio 1874) è stato un ammiraglio statunitense.
Ufficiale nell'US Navy  divenne ammiraglio nella marina degli Stati Confederati durante la guerra di secessione. Fu l'unico ufficiale della Marina Confederata a raggiungere il massimo grado.

## Biografia
Nato a Baltimora, Maryland, entrò in marina come mozzo all'età di 14 anni a bordo della fregata Java nel 1815. Fu promosso tenente nel 1825.
Organizzò l'Accademia Navale USA come suo primo soprintendente (1845-1847). Comandò poi lo sloop Germantown nella guerra messicana e lo sloop Susquehanna, nave ammiraglia dello Squadrone di Perry, nella spedizione in Giappone del 1852. La mattina del 14 luglio 1853 fu il primo americano a porre il piede sul suolo giapponese guidando lo sbarco nei pressi del villaggio di Kurihama.
Fu promosso capitano nel 1855.
Nel 1859 divenne Comandante del Deposito Navale di Washington. Rassegnò le dimissioni da capitano il 22 aprile 1861, quando sembrava che il Maryland volesse secedere dall'Unione. I suoi punti di vista non erano quelli di un secessionista, ma egli sentiva giusto combattere per il bene della sua famiglia in quello Stato. Il Maryland rimase nell'Unione, ma quando Buchanan cercò di ritirare le sue dimissioni il Segretario della Marina Gideon Welles gli scrisse dicendo che il Presidente aveva cancellato il suo nome dal ruolo della Marina.
Dopo un breve periodo, nel quale volle rimanere neutrale, il trattamento ricevuto, unito alla sua simpatia per il Sud, convinsero Buchanan a unirsi alla Marina Confederata con il grado di capitano. Dopo aver prestato servizio come Capo dell'Ufficio Ordini e Dettagli fino al febbraio 1862, lasciò l'amministrazione e tornò al servizio combattente.
Assegnato al comando della difesa navale del fiume James a bordo della corazzata CSS Virginia (ex USS Merrimack, catturata a Norfolk e convertita in corazzata), Buchanan fu capace di distruggere la fregata unionista Cumberland e a catturare la Congress. Fu gravemente ferito e sostituito nel comando, così non poté partecipare alla prima battaglia fra corazzate il giorno successivo (battaglia di Hampton Roads - USS Monitor contro CSS Virginia).
Il successo di queste operazioni portarono alla promozione di Buchanan ad ammiraglio, il massimo grado della Marina Confederata, il 26 agosto 1862. Fu posto al comando della Forza Navale a Mobile, Alabama. Comandò la corazzata Tennessee alla battaglia di Mobile Bay, dove fu ferito gravemente altre due volte e fu preso prigioniero di guerra il 5 agosto 1864.
Tenuto prigioniero fino al febbraio 1865, fu nuovamente assegnato a Mobile, arrivando in tempo per la resa della città.
Dopo la guerra fu fatto Presidente del Collegio Agricolo del Maryland (1868-1869) e lavorò negli uffici di un'assicurazione a Mobile.
Morì nella sua dimora "The Rest" nella Contea di Talbot, Maryland.

## Citazioni letterarie
- Franklin Buchanan è un personaggio del MaxiTex L'oro del Sud, in cui evade da Fort Smith insieme con alcuni compagni con l'aiuto del losco Conrad Portman e alcuni membri del Ku Klux Klan. L'obiettivo del gruppo è il recupero di un tesoro in lingotti d'oro nascosto nella stiva della Vendetta del Sud, una corazzata sudista abbandonata in una palude alla fine della guerra; questo tesoro, nelle intenzioni di Buchanan, è destinato al Klan per scatenare una nuova guerra civile. Dopo alcuni scontri con Tex Willer e Kit Carson e il tradimento di Portman, che vuole tenere l'oro per sé, Buchanan rimane ucciso in una sparatoria con Tex all'interno della Vendetta del Sud, ridotta ormai a un relitto.